# Ophionellus claviger
Ophionellus claviger là một loài tò vò trong họ Ichneumonidae.